# 6105 Verrocchio
A 6105 Verrocchio (ideiglenes jelöléssel 4580 P-L) a Naprendszer kisbolygóövében található aszteroida. Cornelis Johannes van Houten,  Ingrid van Houten-Groeneveld,  Tom Gehrels fedezte fel 1960. szeptember 24-én.